# نیتن چپمن (تهیه‌کننده موسیقی)
نیتن چپمن (انگلیسی: Nathan Chapman؛ زادهٔ ) یک موسیقی‌دان اهل ایالات متحده آمریکا است. وی از سال ۲۰۰۶ میلادی تاکنون مشغول فعالیت بوده‌است.